# Antennenweiche

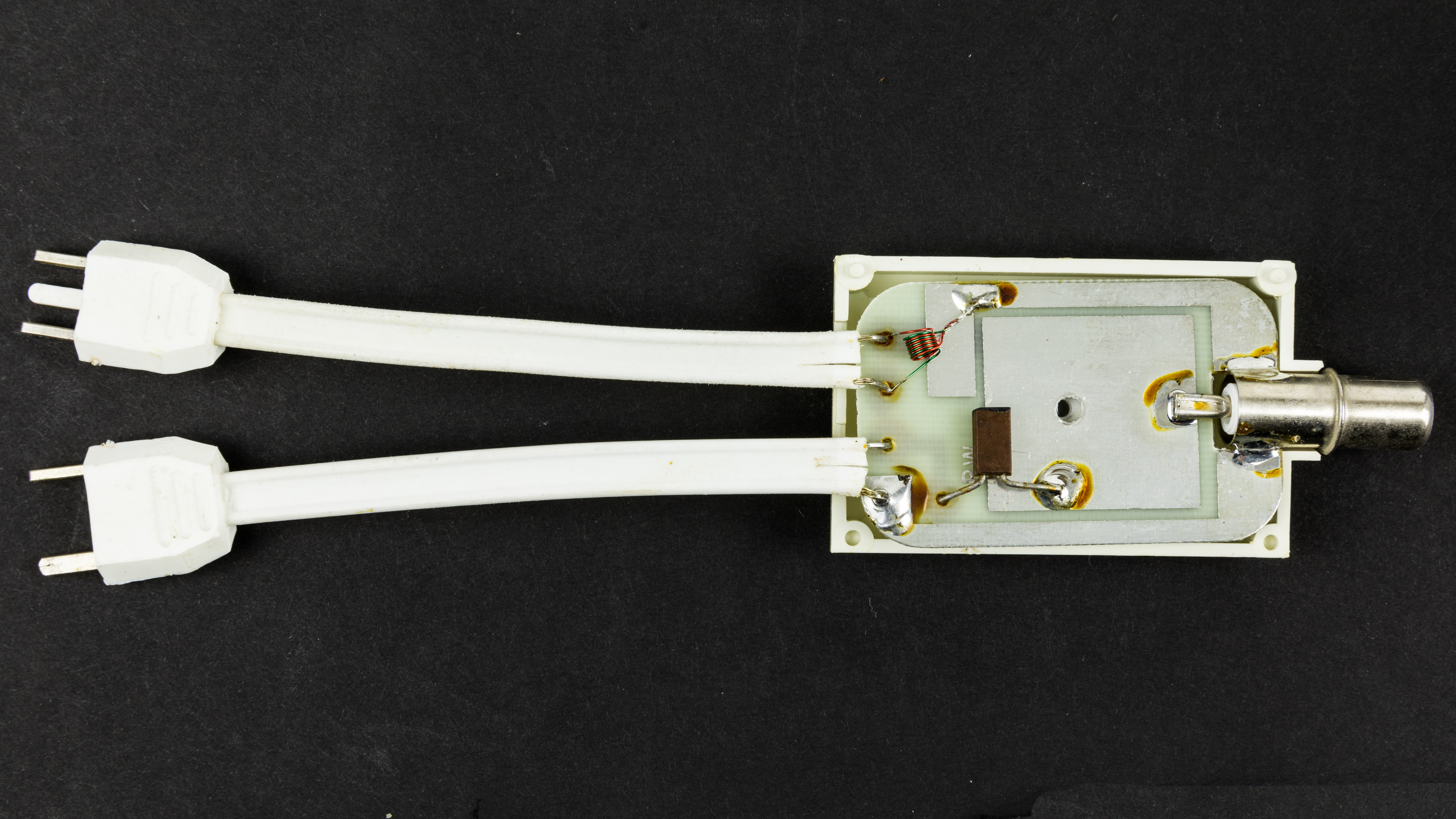
Antennenweiche für Radioempfänger: Aufteilung zwischen UKW und Lang-/Mittel-/Kurzwelle (LMK).

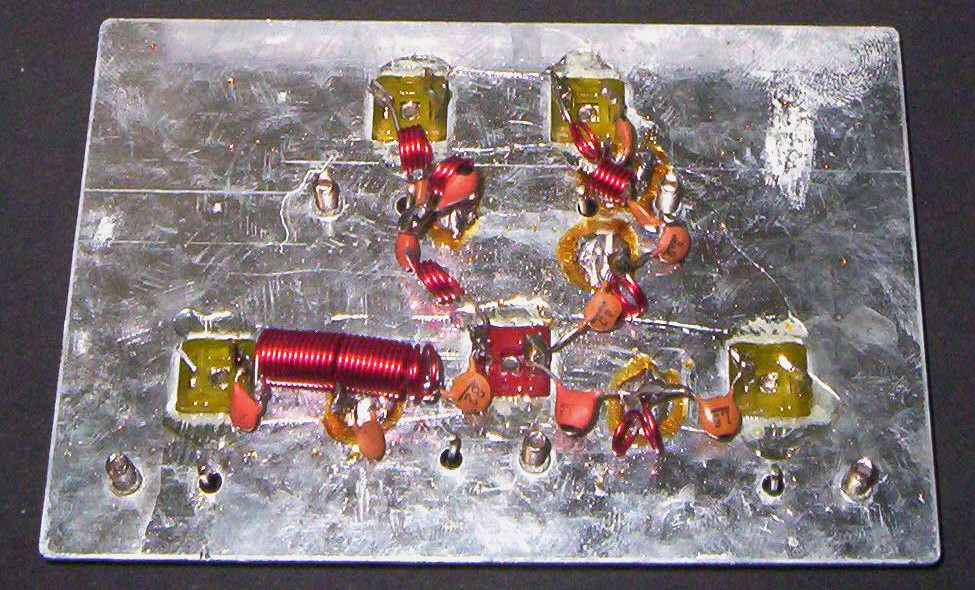
Antennenweiche mit diskreten Bauelementen

Eine Antennenweiche ist eine Form der Frequenzweiche im Bereich der Hochfrequenztechnik, welche dazu dient, entweder Hochfrequenzsignale verschiedener Frequenzbänder auf verschiedene Sendeantennen aufzuteilen oder die empfangenen Antennensignale auf ein gemeinsames Kabel zusammenzuführen. Hierdurch können von verschiedenen Antennen auf verschiedenen Frequenzen empfangene Signale auf einem gemeinsamen Kabel übertragen werden. Antennenweichen bestehen im Prinzip aus einer Kombination von Bandpassfiltern, die auf die jeweiligen Frequenzbereiche der Antennen abgestimmt sind.

## Allgemeines
Beim Empfang werden dabei die von verschiedenen Antennen empfangenen Signale auf einem Kabel zusammengefasst, um so einem Empfangsgerät, beispielsweise einem Rundfunkempfänger, zugeführt werden zu können. Ein Beispiel ist das Zusammenfügen oder Trennen von UKW-Radio und verschiedenen Fernsehbändern wie den CCIR-Bändern II, III, IV, und V.
Antennenweichen für Fernsehempfänger, wie im nebenstehenden Bild dargestellt, basieren auf passiven Filterstufen, die in Form einer Streifenleitung realisiert sind und einen Balun zur Impedanzanpassung der Bandleitung an die Antennenweiche besitzen. Bei niedrigen Frequenzen bis zu einigen 10 MHz werden auch Kombinationen mit diskreten Bauelementen wie Kondensatoren und Spulen verwendet.
Sollen leistungsstarke Sender und Empfänger gleichzeitig an eine gemeinsame Antenne geschaltet werden, werden andere Techniken wie Diplexer, Richtkoppler oder Zirkulatoren verwendet.